# کارا اویا
کارا اویا (به انگلیسی: KAPO Avia) یک شرکت هواپیمایی با کد یاتا G7 است که در تاریخ ۲۰۰۱ میلادی تأسیس شده است. دفتر مرکزی کارا اویا در تیومن واقع شده‌است و قطب این شرکت هواپیمایی در مسکو، قازان قرار دارد و به کانادا و ایالات متحده آمریکا، پرواز مستقیم انجام می‌دهد.